# يو إف سي ليلة القتال: بلايدز ضد أسبينال
يو إف سي ليلة القتال: بلايدز ضد أسبينال (بالإنجليزية: UFC Fight Night: Blaydes vs. Aspinall)‏ هو حدث لفنون القتال المختلطة نظمته يو إف سي، أُقيم في 23 يوليو 2022، على ذا أوه2 أرينا في لندن، إنجلترا.